# Widder (segédcirkáló)
A Widder a német Kriegsmarine egyik segédcirkálója volt a második világháború idején. A hajót főként a szövetségesek kereskedelmi hajói ellen használták. A Brit Királyi Haditengerészetnél a hajót "Raider D"-nek, azaz "D-támadó"-nak hívták. A Widder név magyar jelentése: Kos.

## Építése
A Widdert eredetileg a HAPAG teherszállító vállalat számára építették szállítóhajónak, ami a Neumark nevet viselte. A hajót a kieli Howaldtswerke hajógyárban építették, majd 1930-ban vízrebocsátották. Eseménytelen kereskedelmi szolgálat után a Kriegsmarine jelezte igényét a hajóra, így 1939 telén a Blohm and Voss hajógyárában a Neumarkot segédcirkálóvá alakították. 1939. december 9-én a hajót Widder néven hadrendbe állították. Első és egyetlen portyájára 1940 májusában indult.

## Portyája
A Widder a német haditengerészet segédcirkálóinak első hullámában hagyta el a kikötőket 1940. május 6-án, Helmuth von Ruckteschell kapitány irányítása alatt.
A hajó 1940. május 6-án elhagyta a német vizeket, majd a Dánia-szoroson áthajózva kijutott az Atlanti-óceánra. Az öt és fél hónapos portya során a Widder tíz hajót süllyesztett vagy foglalt el, melyek együttes vízkiszorítása 58 644 tonna volt.
Küldetése befejezése után, 1940. október 31-én visszatért a németek által megszállt Franciaországba.

## Későbbi története
Mivel a Widdert alkalmatlannak tartották a kereskedelmi hajók elleni portyára, a hajó visszakapta régi nevét, a Neumarkot, és ezentúl javítóhajónak használták Norvégiában. A háború után a hajó a britek kezébe került, akik Ulysses néven állították szolgálatba, majd 1950-ben eladták Németországnak, akik a Fechenheim nevet adták a visszavásárolt hajónak. 1955-ben, Bergen közelében a hajó elsüllyedt.
A Widder volt az egyetlen német segédcirkáló, mely túlélte a háborút. A hajó kapitányát Helmuth von Ruckteschellt a háború után, háborús bűnök miatt bíróság elé állították, ahol hét év szabadságvesztésre ítélték.

## Külső hivatkozások
- A Widder segédcirkáló (Angol)